# Brad Smith (Fußballspieler, 1994)
Bradley Shaun „Brad“ Smith (* 9. April 1994 in Penrith) ist ein australisch-englischer Fußballspieler. Der linke Verteidiger wurde beim FC Liverpool ausgebildet und wechselte im August 2016 zum AFC Bournemouth. Der australische Nationalspieler spielt in der Major League Soccer für Houston Dynamo.

## Karriere

### Vereine
Smith kam im Alter von 14 Jahren mit seiner Familie von Australien nach England. 2008 wechselte er in die Jugendabteilung des FC Liverpool. Nachdem er 2011 für dessen U-21 debütiert hatte, stand er am 26. Dezember 2013 beim Ligaspiel gegen Manchester City auch erstmals im Kader der ersten Mannschaft. Am 29. Dezember 2013 kam er bei der 1:2-Auswärtsniederlage gegen den FC Chelsea zu seinem ersten Einsatz in der Premier League.
Zur Saison 2014/15 wurde Smith in die drittklassige Football League One zu Swindon Town verliehen, die Leihe wurde allerdings nach sieben Ligaeinsätzen bereits im Oktober 2014 wieder aufgehoben. Nach seiner Rückkehr kam er zunächst ausschließlich für die Reservemannschaft Liverpools in der Professional Development League zum Einsatz. In der Saison 2015/16 spielte er viermal in der Premier League, davon dreimal in der Startelf. Zudem kam er am 10. Dezember 2015 beim 0:0 gegen den FC Sion zu seinem ersten Einsatz in der Europa League.
Zur Spielzeit 2016/17 wechselte Smith zum Ligakonkurrenten AFC Bournemouth, bei dem er einen Vierjahresvertrag unterschrieb. Im August 2018 wurde er bis Dezember 2019 an Seattle Sounders in die Major League Soccer verliehen. Ende Januar 2020 folgte ein weiteres bis zum Ende der Saison 2019/20 terminiertes Leihengagement bei Cardiff City in der zweiten englischen Liga. Anschließend wechselte er fest zu den Seattle Sounders und 2022 weiter zu D.C. United. Danach war er für die Saisons 2023 und 2024 bei Houston Dynamo aktiv. Seit März 2025 steht er beim FC Cincinnati unter Vertrag.

### Nationalmannschaft
Smith spielte elfmal für die U17-Auswahl des englischen Fußballverbands und erzielte am 9. Mai 2011 im Rahmen der U17-Europameisterschaft in Serbien im Spiel gegen den Gastgeber sein einziges Tor. 2012 kam er auf zwei Einsätze für die U19-Nationalmannschaft und 2014 auf drei Spiele für die U21-Auswahl.
Im August 2014 wurde Smith von Ange Postecoglou für zwei Testspiele der australischen Nationalmannschaft nominiert und gab am 4. September 2014 bei der 0:2-Niederlage gegen Belgien sein Debüt.